# Système tégumentaire

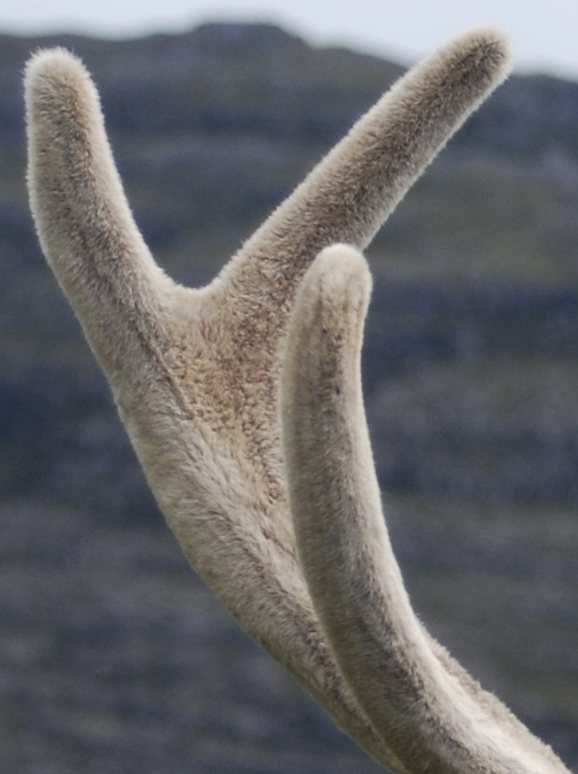
« Velours » recouvrant les bois d'un cervidé.

Le système tégumentaire (du latin tegere, couvrir) désigne en zoologie et en anatomie, un tissu biologique situé à l'interface du milieu intérieur et du milieu extérieur d'un organisme. C'est tout ce qui concerne le revêtement externe du corps (peau, poils, cheveux, ongles, écailles, carapace, plumes, etc.). Le système tégumentaire forme la couche externe de l'organisme.

## Composition
Chez les mammifères, le système tégumentaire comprend la peau et les phanères (poils, ongles, griffes). La peau contient des récepteurs sensoriels (à la pression, à la température, de la douleur), et des glandes sudoripares et sébacées.

## Rôles
Le système tégumentaire est une interface entre le corps et l'environnement. À ce titre, il a trois rôles principaux :
- communication : par le biais des récepteurs sensoriels, l'organisme est informé de la nature de son environnement direct ; en outre, l'apparence générale du tégument communique de manière indirecte aux autres individus des informations permettant d'estimer l'état de santé ou le vieillissement de l'organisme.
- protection : d’une part, il agit comme une protection physique et chimique relative vis-à-vis des traumatismes (chocs), et peut aussi fournir une aide à l’action sur l’environnement (par exemple la griffe pour couper) ; d'autre part, il permet une protection immunitaire contre les organismes étrangers ;
- échange : différents mécanismes permettent de réguler l'échange de chaleur entre l'organisme et son environnement, c'est la thermorégulation.

Une dernière fonction, que l’on peut apparenter à une fonction hormonale, est la synthèse de vitamine D.